# Hirondelle d'Éthiopie

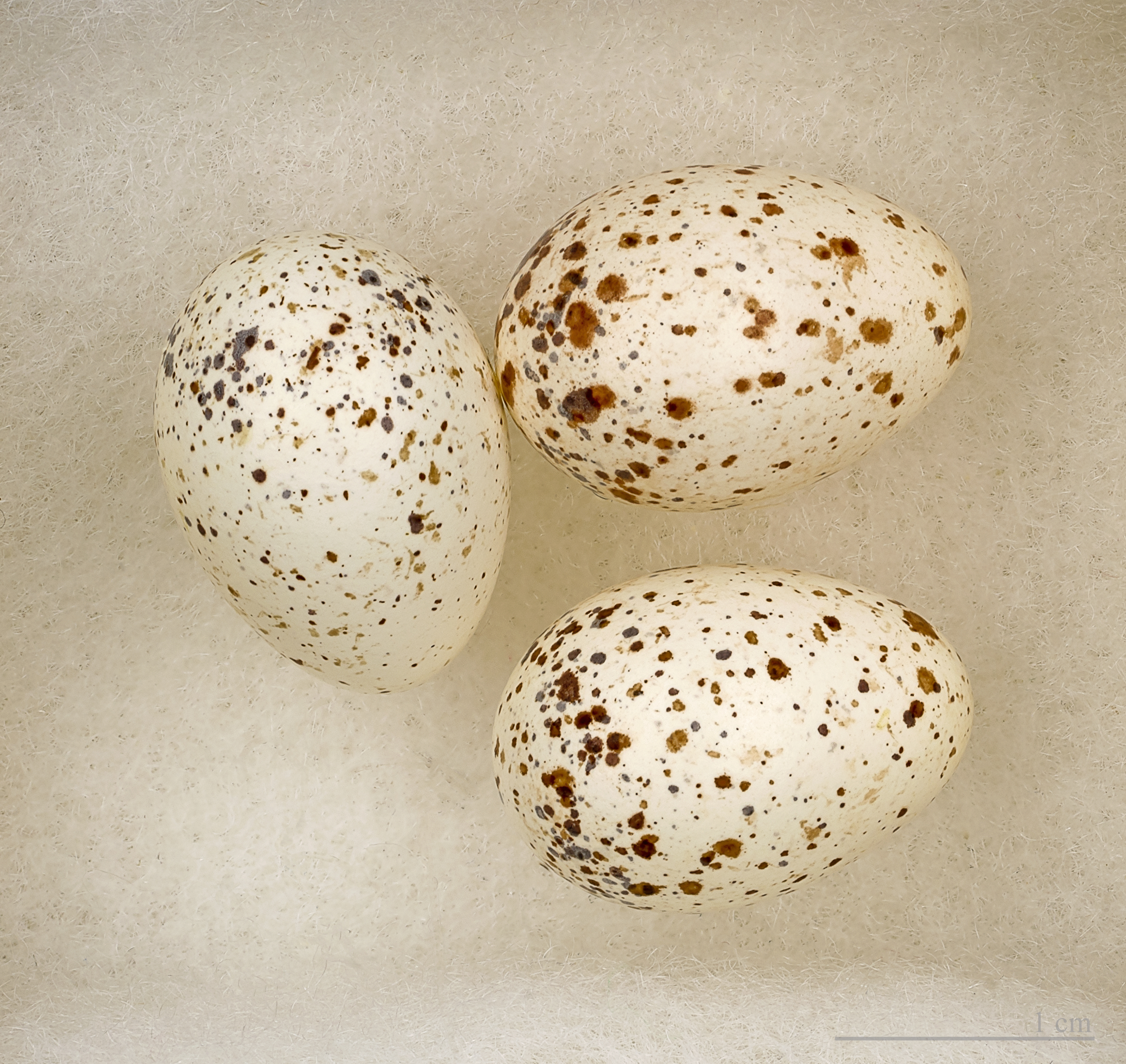
Œufs d'Hirondelle d'Éthiopie - Muséum de Toulouse

Hirundo aethiopica
Espèce
Statut de conservation UICN

 LC  : Préoccupation mineure
L'Hirondelle dʼÉthiopie (Hirundo aethiopica) est une espèce de passereau de la famille des Hirundinidae.

## Répartition
Son aire de répartition s'étend sur le Sénégal, la Gambie, la Guinée, le Mali, la Côte d'Ivoire, le Burkina Faso, le Niger, le Ghana, le Togo, le Bénin, le Nigeria, le Cameroun, la Guinée équatoriale, la République centrafricaine, le Tchad, le Soudan, l'Érythrée, l'Éthiopie, Djibouti, la Somalie, le Kenya, l'Ouganda et la Tanzanie. Elle accidentelle en Israël.

## Sous-espèces
D'après Alan P. Peterson, il existe deux sous-espèces :
- Hirundo aethiopica aethiopica Blanford, 1869 ;
- Hirundo aethiopica amadoni C.M.N. White, 1956.